# Le Retour de l'étranger
Pour plus de détails, voir Fiche technique et Distribution.
Le Retour de l'étranger (The Stranger's Return) est un film américain en noir et blanc réalisé par King Vidor, sorti en 1933.

## Synopsis
Louise Storr arrive de New York, après une séparation difficile, dans la petite ville du Midwest où se trouve la ferme de son grand-père. Elle va se retrouver aux prises avec Thelma Redfield, sa tante par alliance, et Béatrice, la veuve d'un de ses cousins, qui voient en elle une menace quant à l'héritage de la ferme familiale. Va se greffer là-dessus une aventure entre Louise et Guy, le voisin, un homme marié...

## Fiche technique
- Titre : Le Retour de l'étranger
- Titre original : The Stranger's Return
- Réalisation : King Vidor
- Scénario : Brown Holmes, Philip Stong (en), d'après le roman éponyme de Philip Stong (en)
- Direction artistique : Fredric Hope
- Décors : Edwin B. Willis
- Costumes : Adrian
- Photographie : William Daniels
- Son : Douglas Shearer
- Montage : Richard Fantle
- Musique : Alfred Newman
- Production associée : Lucien Hubbard
- Société de production : Metro-Goldwyn-Mayer
- Société de distribution : Metro-Goldwyn-Mayer
- Pays de production : États-Unis
- Langue : anglais
- Format : noir et blanc - pellicule : 35 mm - 1,37:1 - son : Mono (Western Electric Sound System)
- Genre : Comédie dramatique
- Durée : 88 min.
- Dates de sortie :
  - États-Unis : 28 juillet 1933
  - France : 18 septembre 1936[1]

## Distribution
- Lionel Barrymore : grand-père Storr
- Miriam Hopkins : Louise Storr
- Franchot Tone : Guy Crane
- Stuart Erwin : Simon Bates
- Irene Hervey : Nettie Crane
- Beulah Bondi : Béatrice Storr
- Grant Mitchell : Allen Redfield
- Ted Alexander : Widdie Crane
- Aileen Carlyle : Thelma Redfield
- Ferdinand Munier : le prêtre
- Joseph Sauers : Thresher
- Harry C. Bradley (en) : le docteur Rizzell
- Harry Holman : le docteur Spaulding